# Парфінський район
Парфінський район (рос. Парфинский район) — муніципальне утворення у складі Новгородської області Росії. Адміністративний центр знаходиться в робітничому селищі Парфіно.

## Географія
Район розташований в центральній частині Новгородської області. Площа території — 1591,12 км. Межує з районами Новгородської області: на заході з Старорусським, на півночі з Крестецьким, на сході з Дем'янським. На північному заході територія району виходить до озера Ільмень. Найбільші річки — Пола, Редья та Ловать. На території району знаходиться близько сотні озер, майже половина з них в районі дельти річки Ловать.

### Охорона природи
На межі Новгородського, Крестецького і Парфінського районів створено державний природний заказник «Східноільменський» комплексного, зоологічного профілю, загальною площею 9,5 тис. га. Під охороною перебуває первинні й видозмінені широколистяні ліси, високобонітетні осинники, нижня частина берегової тераси озера Ільмень.
У 2000-х роках на території колишнього мисливського заказника, з метою збереження і відтворення чисельності окремих видів диких тварин та середовища їх проживання, на площі 11,0 тис. га було створено Парфінський державний біологічний природний заказник під контролем Комітету мисливського і рибного господарства Новгородської області. 2008 року Новгородською обласною думою з нього було знято охоронний статус.
На території Парфінського району жодної діючої пам'ятки природи.

## Муніципально-територіальний устрій
У складі муніципального району 1 міське і 2 сільських поселення, які об'єднують 115 населених пунктів, що перебувають на обліку (разом із залишеними).
| Муніципальне утворення          | Адмінцентр               | Кількість населених пунктів | Населення (осіб, 2017 рік) | Площа (км²) | Карта                  |
| ------------------------------- | ------------------------ | --------------------------- | -------------------------- | ----------- | ---------------------- |
| Парфінське міське поселення     | робітниче селище Парфіно | 2                           | 6450▼                      | 7,28        | Парфіно Пола Федорково |
| Полавське сільське поселення    | селище Пола              | 49                          | 2966▼                      | 710,4       | Парфіно Пола Федорково |
| Федорковське сільське поселення | село Федорково           | 64                          | 3166▼                      | 873,44      | Парфіно Пола Федорково |

Законом Новгородської області № 723-ОЗ від 30 березня 2010 року, який набрав чинності 12 квітня 2010 року, були об'єднані Лажинське, Сергієвське, Федорковське і Юр'євське сільські поселення в єдине Федорковське сільське поселення з адміністративним центром у селі Федорково; Кузьминське, Новодеревенське і Полавське сільські поселення в єдине Полавське сільське поселення з адміністративним центром у селищі Пола.

## Економіка

### Гірництво
На території району ведеться відкрита розробка корисних копалин ТОВ «ИНВЕСТСТРОЙ». Розробка ведеться відкритим способом на таких родовищах, ділянках і в кар'єрах:
- Пісок будівельний: річище річки Пола (0,14,5 км), річище річки Ловать (17-42 км)[8].

### Промисловість
Головні системоутворюючі підприємства Парфінського району:
- Парфінський фанерний комбінат — виготовлення фанери, дерев'яних панелей, ДСП і ДВП;
- ТОВ «ПФК-Сервис» — виготовлення фанери, дерев'яних панелей, ДСП і ДВП;
- ТОВ «Северный лес» — підприємство обробної промисловості;
- ТОВ «Русинов» — підприємство обробної промисловості у селі Юр'єво;
- ТОВ «Модуль» — будівництво, монтаж і ремонт трубопроводів, металоконструкцій та обладнання для автозаправок.